# Добрамисль
Добрамисль (пол. Dobramyśl, нім. Dobermeisel) — село в Польщі, у гміні Осечна Лещинського повіту Великопольського воєводства.
Населення — 119 осіб (2011).

## Демографія
Демографічна структура станом на 31 березня 2011 року:
|          | Загалом | Допрацездатний вік | Працездатний вік | Постпрацездатний вік |
| -------- | ------- | ------------------ | ---------------- | -------------------- |
| Чоловіки | 61      | 14                 | 43               | 4                    |
| Жінки    | 58      | 9                  | 37               | 12                   |
| Разом    | 119     | 23                 | 80               | 16                   |